# Dżum
Dżum (arab. جوم) – wieś w Syrii, w muhafazie Aleppo, w dystrykcie Afrin. W 2004 roku liczyła 346 mieszkańców.